# Jezioro deltowe
Jezioro deltowe – jezioro na obszarze delty rzecznej, powstające pomiędzy wałami brzegowymi odgałęzień rzeki.
W Polsce znajdują się jedynie dwa jeziora deltowe: Jezioro Dąbie przy ujściu Odry do Zalewu Szczecińskiego oraz jezioro Druzno w delcie Wisły. Są to zbiorniki płytkie, do 3–3,5m głębokości maksymalnej, o zaawansowanym procesie zarastania. Posiadają niskie i zabagnione brzegi.  